# Теофіл Йонку
Теофіл Йонку (нар. 22 липня 1885, Олішкани, пов. Орхей — пом. 16 березня 1954, Ясси) — румунський політик, член Сфатул Церій.

## Біографія
Навчався в Московському вищому інституті та Вищій комерційній школі Лейпцигського університету. У 1913–1914 роках був одним із постійних співробітників журналу Cuvînt Moldovenesc.

## Політична діяльність
3 квітня 1917 року він взяв участь в установчих зборах Молдавської демократичної республіки (МДР) як член Керівного комітету під головуванням Пауля Гора. 20 травня 1917 р. був обраний президентом першого Студентського з'їзду, на якому обговорювалося питання про вибір програми МДР, а влітку того ж року був направлений агітаційним делегатом від МДР у Кишиневі до Центральної Ради України з метою підтримки інтересів румунів у Бессарабії.
Після прибуття групи під керівництвом Іона Інкулеца з Петрограда, Пауль Гор посилає його до них, щоб закликати їх до боротьби за спільну справу всіх молдаван за поневолення та націоналізацію, але він не отримує схвальної відповіді. Мотивація групи полягала в тому, що вони прийшли «поглибити революцію».
Разом із Володимиром Казакліу, Василем Циєвським, Йоном Кодряну, Ґрігоре Даскакалом та Штефаном Голбаном він є делегатом, який представляє МДР на Конгресі народів Росії у Києві у вересні 1917 року, в якому також брали участь п'ять інших делегацій Бессарабії. Під час цього конгресу він також виступив з промовою:
Я вітаю Конгрес Націй від імені румунів Бессарабії. Багато хто з вас чув про молдован, але мало хто вірить і знає, що молдовської нації не існує. Назва Молдова, молдовани є лише територіальною, а не національною, і якщо ми називаємо наші комітети та організації молдовськими, то лише з тактичної точки зору, оскільки слово "румунські" звучить занадто різко у вухах наших ворогів. (...)

У 1828 році Микола I скасував автономію (якою Бессарабія певною мірою користувалася між 1818 і 1819 роками) і 1826) і таким чином почалася насильницька русифікація Бессарабія, засобами якої були колонізація, шкільництво і церква. Найбільш нещадними русифікаторами були губернатори, архієпископи та директори шкіл. Румунська нація була настільки поставлена на коліна, що російський уряд прийшов до переконання, що там немає румунської мови, літератури і культури; законопроект, запропонований урядом в Думі, щоб дати націям національну школу, передбачав лише 12 націй, серед яких румунська була відсутня. У нашій боротьбі за автономію ми стикаємося з найзапеклішою протидією з багатьох сторін. (...) На прапорі революції написано: "Федерація і національна автономія до відокремлення". Але програма - це одне, а тактика - інше. (...) Що для нас може випливати з того, як до нас ставляться російські товариші?

Якщо в наших політичних прагненнях ми завжди будемо зустрічатися з розчаруваннями, то ми, слідуючи необхідності, яка не знає пощади, перетворимося з друзів російської демократії на сепаратистів (ворогів).
Іншими темами, які підняв Теофіл Йонку під час конгресу, були: боротьба проти залишків старого режиму, обурення обмеженою діяльністю тимчасового уряду щодо національного питання, ставлення соціалістичних партій, які лише звинувачують націоналістів. рухів сепаратизму та боротьби за солідарність, яку національності повинні вести за краще майбутнє. Стосовно останнього питання Теодор Йонку заявив:
Ви знаєте, що Румунія має так само великі інтереси в Трансільванії, як і в Бессарабії; як це питання буде вирішене на Мирному конгресі, ми не знаємо, але можемо припустити, що якщо це питання не буде вирішене в повному обсязі, згідно з визнаним принципом прав народів, то Бессарабія може стати в майбутньому новою Ельзас-Лотарингією.

Якщо в наших політичних прагненнях ми завжди будемо зустрічатися з розчаруванням, то, дотримуючись необхідності, яка не знає пощади, ми перетворимося з друзів російської демократії на сепаратистів.
17 жовтня 1917 року він фігурує в списках кандидатів до Російських Установчих зборів. 20 жовтня — делегат МДР на Військовий з'їзд. З 21 листопада 1917 р. був депутатом МДР у Крайовій раді, зберігаючи мандат до 27 листопада 1918 р. 27 березня 1918 року він проголосував за приєднання Бессарабії до Румунії. У Раді він обіймав посаду президента Конституційної комісії (19 травня — 13 липня 1918), будучи також членом правової, адміністративної та деклараційної комісії та комісії статуту. В урядах під головуванням Пантелеймона Ерхана та Даніеля Чюгуряну він був міністром фінансів.
Після об'єднання він обіймав кілька посад, у тому числі депутата в парламенті Румунії, радника (двічі) у міністерстві фінансів та організатора Банку Бессарабії.

## Публікації
Після досягнення унії він заснував економічний часопис Bessarabia economica і опублікував економічне дослідження про економічну еволюцію Бессарабії під російським пануванням (1812–1917) і в перші роки після унії.

## РОЗВІДКА
Отримав орден короля Фердинанда в чині командора та зірку Румунії в чині офіцера.

## Подальше читання
- Chiriac, Alexandru, Membrii Sfatului Țării (1917—1918) — dicționar, Editura Fundației Culturale Române, București, 2001
- Cojocaru, Gheorghe E., Sfatul Țării — itinerar, Editura Civitas, Chișinău, 1998
- Colesnic, Iurie, Sfatul Țării — enciclopedie, Editura Museum, Chișinău, 1998